# Тигино (Красноярский край)
Тигино  — деревня в Большемуртинском районе Красноярского края.

Расположена на севере от г. Красноярска, 90 км по автодороге Р409 (Красноярск - Енисейск).
Входит в состав муниципального образования Бартатский сельсовет.

## История
Деревня Тигино в архивных документах была упомянута ещё в 1527 году. Недалеко от деревни в 1965 году была обнаружена стоянка человека каменной эпохи (2500 лет). На территории деревни Тигино в прошлом проживали племена аринов. Жители занимались земледелием, скотоводством, позднее извозом.
Проложенный тракт от Енисейского острога до Красноярска способствовал ещё большему развитию коневодства. В самом начале 20 века 1905-1910 годах в деревню стали приезжать люди из Белоруссии (самоходы), Чувашии, Вологодчины, немцы из Поволжья.
В 1931 году в деревне Тигино образовался колхоз «Путь пятилетки». В 1950 году к нему был присоединен колхоз «Крестьянин» (деревня Верх-Подъемная)- образовался колхоз им. Маленкова. В 1957 году переименован в колхоз «Советская Россия».

В 1976 году колхозы «Красная заря» и «Советская Россия» были объединены в колхоз «Дружба», который в настоящее время прекратил свою деятельность.
В деревне успешно осуществляет свою деятельность индивидуальный предприниматель, глава крестьянского фермерского хозяйства. Хозяйство занимается животноводством и растениеводством, успешно развивается и расширяет свою деятельность.

## Население
| 2010 |
| ---- |
| 323  |

Численность населения по состоянию на 01.01.2012: 395 человек. В том числе:
- Дошкольного возраста (0-6 лет): 23
- Школьного возраста (7-13лет): 43
- Школьного возраста (14-17лет): 15
- Трудоспособного возраста (от 18 лет): 9
- Старше трудоспособного возраста: 295